# J.C. Penney
J.C. Penney (The J. C. Penney Company – JCPenney) är en varuhuskedja med över 660 varuhus i 49 av USA:s delstater (inte Hawaii) och Puerto Rico. De flesta varuhusen finns i shoppinggallerior i förorter.
Bolaget grundades av James Cash Penney 1902 då den första butiken öppnade i Kemmerer i Wyoming. År 1909 flyttades huvudkontoret till Salt Lake City och 1913 till New York. År 1917 hade verksamheten vuxit till 175 butiker i 22 delstater i USA och 1928 var antalet butiker 1 000. Antalet butiker var som mest 1973 då det fanns 2053 JC Penney-butiker.